# 僕がついてる
「僕がついてる」（ぼくがついてる）は、ウルフルズのボーカリストであるトータス松本の2枚目のシングル。2009年4月1日に発売された。発売元はワーナーミュージック・ジャパン。

## 概要
- 前作より約10ヶ月ぶりとなるシングルである。
- 初回限定盤には特典DVDが付属。

## 収録曲

### CD
1. 僕がついてる（4:30）
  - 作詞・作曲：トータス松本／編曲：Tomi Yo
2. エビデイ（3:23）
  - 作詞・作曲：トータス松本／編曲：Tomi Yo
  - イオンリテール「トップバリュ クーリッシュファクト」CMソング
3. Mustang Sally（3:42）
  - 作詞・作曲：Bonny Rice

### DVD
1. 「M-ON! 10周年記念番組 MUSIC JOURNEY トータス松本 ～surf trip in California～」スペシャルダイジェストエディション